# Parafia Trójcy Świętej w Gorzowie Wielkopolskim
Parafia Trójcy Świętej w Gorzowie Wielkopolskim – rzymskokatolicka parafia, położona w dekanacie Gorzów Wielkopolski – Trójcy Świętej, diecezji zielonogórsko-gorzowskiej, metropolii szczecińsko-kamieńskiej w Polsce, erygowana 1 czerwca 1951. W parafii posługują księża diecezjalni.

## Historia parafii
- Pierwsza urzędowa wzmianka o Wieprzycach, przechowywana w Archiwum Miejskim w Gorzowie Wlkp. pochodzi z 6 maja 1325 r. Początki samej zaś parafii sięgają również XIV w. Z dokumentu z 1393 r. po raz pierwszy dowiadujemy się o istniejącym już kościele na Wieprzycach. Pierwsza wieprzycka świątynia za patrona posiadała św. Mikołaja. Jednak wojna trzydziestoletnia nie oszczędziła także Wieprzyc, gdzie doszczętnie ograbiono kościół. Podczas tej wojny rozpoczęto budowę nowego kościoła, który ukończono w 1748 r. Spłonął on jednak 19.03.1825 r. Do ukończenia budowy nowej świątyni w 1833 r. wszelkie nabożeństwa odbywały się w budynku szkolnym. Aktualny Kościół Trójcy Świętej został wybudowany przez wspólnotę protestancką i został poświęcony 8 kwietnia 1833 r. Po zakończeniu II wojny światowej i napływie polskich mieszkańców, 4 kwietnia 1946 r. świątynia została poświęcona i przestał być zborem protestanckim. Pierwszymi duszpasterzami byli Ojcowie Kapucyni, a od 8 listopada 1948 r. opiekę duszpasterską objęli księża diecezjalni z pierwszym proboszczem ks. Antonim Kąskiem. Początkowo do parafii należały również kościoły: Baczynie, Racławiu, Łupowie, Chrósciku i Jasińcu. W 1975 Wilhelm Pluta dokonał podziału Parafii Trójcy Świętej, erygując z niej nową parafię w Baczynie[1]. Od nazwy parafii wywodzi się nazwa całego dekanatu Trójcy Świętej.

## Proboszczowie parafii
1. Ojcowie Kapucyni 1945–1948
2. ks. Antoni Kąsek 1948–1965
3. ks. Konrad Herrmann 1965–1969
4. ks. Jerzy Płuciennik 1969–1972
5. ks. Mieczysław Ruta 1972–1973
6. ks. kanonik Józef Andrzejewski 1973–1994
7. ks. kanonik Henryk Jacuński 1994–2021
8. ks. kanonik Ireneusz Mastej od 2021

## Kościoły Parafii pw. Trójcy Świętej w Gorzowie Wielkopolskim
- Kościół parafialny pw. Trójcy Świętej w Gorzowie Wielkopolskim – Fundamenty powiada z XVI w., wybudowany został w 1833 r.. Jest to kościół jednonawowy o cechach klasycystycznych, z wieżą z 1880 r., pobłogosławiony i oddany do kultu katolickiego 14.04.1946 r. Na wieży umieszczone są dwa dzwony a na najwyższej kondygnacji zainstalowany jest zegar. We wnętrzu wieży na północnej ścianie umieszczona jest pamiątkowa tablica poświęcona pierwszemu duszpasterzowi który zmarł w wieku 49 lat w 1667r. W prezbiterium znajduje się krzyż wraz z figurami Matki Bożej i św. Jana Apostoła oraz witraż z roku 1974 r. przedstawiający symbol Ducha Świętego.
- Kościół filialny pw. św. Józefa – Chróścik w Gorzowie Wielkopolskim – Wzmianka o pierwszym kościele w tym miejscu pochodzi z 1300 r., kiedy to kościół został przekazany Cystersom w Mironicach. Dwukrotnie był odbudowany w 1692 i 1772 r. Obecny stan zbudowany jest z 1875 r., zaś kościół jest utrzymany w stylu neogotyckim. Do kultu katolickiego został pobłogosławiony i oddany 23.03.1947 r.
- Kościół filialny pw. Matki Bożej Częstochowskiej w Łupowie – Pierwsza wzmianka o Łupowie pochodzi z 1278 r. Kościół istniał tu w XVII w. Obecny kościół w stylu szachulcowym pochodzi z 1749 r. Kościół został pobłogosławiony i oddany do kultu katolickiego 03.01.1947.
- Kościół filialny pw. Najświętszego Serca Pana Jezusa w Jasińcu – Kościół wybudowany w 1896 r.  w stylu neogotyckim, został pobłogosławiony i oddany do kultu katolickiego 01.03.1947.